# テニスコート

テニスコートの大きさ

テニスコートは、テニス競技のためのコートである。
大きさは 縦23.77m=78ft、シングルスでは横8.23m=27ft、ダブルスでは 横10.97m=36ft。表面（サーフェス）に用いられる素材は様々で、ATP・WTA・ITFの公式サイトではハード、クレー、グラス、カーペット（後述の砂入り人工芝も含まれる）の4種類に大別される。上記4種はボールの弾み方や足の滑りやすさといった性質に差があり、それぞれに最適なプレイスタイルが存在する。これらの要因がテニス競技者における選手の個性を育み、その個性がテニス競技そのものに多様性をもたらしている。

## ハードコート（合成樹脂系）

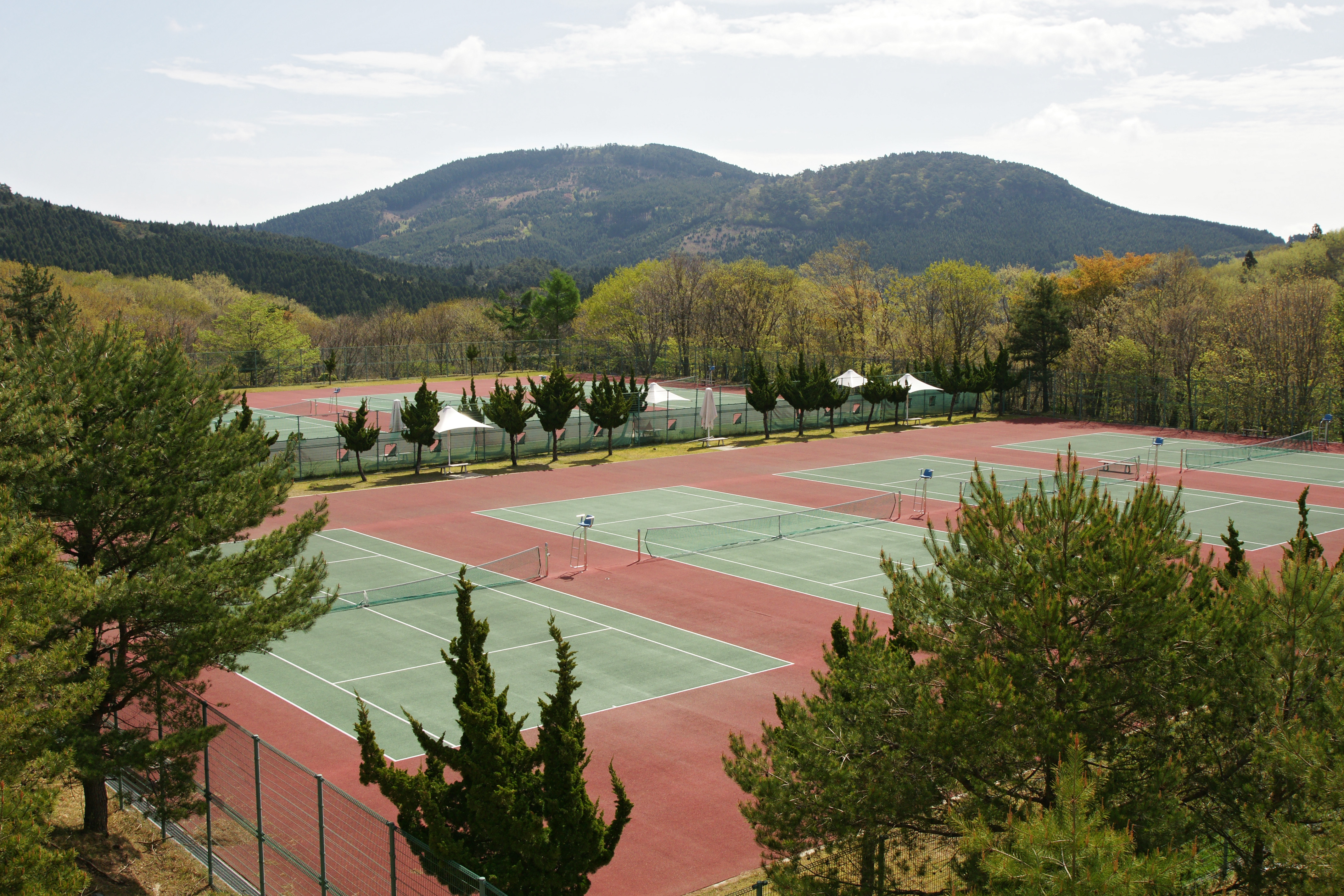
ハードコート

セメントやアスファルトの上にアクリルなどの合成樹脂を主成分とする表層材をコーティングして造られる。そのため着色が自在で、コートの内外を異なる色で塗り分けるケースも多い。採用される色は緑色や煉瓦色が多かったが、黄色いボールを視認しやすいなどの理由から青色が増えつつある。
四大大会では全米オープンが1978年から、全豪オープンが1988年からそれぞれハードコートを採用している。全米オープンのコートの方が全豪オープンより球足が速くなっている。
オーストラリアは触れればヘコむほど柔らかい表面が多い一方、アメリカは球が伸びる硬い表面が多いなど、ブランドや施工業者によって様々である。表面の摩擦係数でもボールの伸びが変わるので大会ごとの対応が必要になるが、どちらかと言うと実力通りの結果が出ることが多く、番狂わせは少ない傾向にある。
ハードコートの主なブランドには、全米オープンでの採用実績があるレイコールド (en:Laykold) 、デコターフ (en:DecoTurf) 、全豪オープンでの採用実績があるグリーンセット (en:GreenSet) 、プレクシクッション (en:Plexicushion) 、リバウンド・エース (en:Rebound Ace) などがある。日本の有明テニスの森公園や靱テニスセンターのハードコートはデコターフを採用している。クレーコート（下記記載）に比べボールが速くなるため、速いサーブおよびストローク、優れたボレー技術を持つ選手に有利である。一方、ソフトテニスでは摩擦が大きく、ボールがバウンドした後に減速するため、強打主体の選手には不利となる。また、その摩擦の大きさを利用したカットサーブが有効になる。バウンドが安定してイレギュラーがほとんどないので、サーブ、リターンにストロークにボレーと、選手は様々な技術をうまく発揮できてプレーしやすい。
ハードコートでのプレーは、選手の身体に与える衝撃が大きい。ハードコート用とされるテニスシューズは他のコートで使用するために作られたものに比べ、底が厚くなっている。
ハードコートは、他のコートに比べると比較的維持・管理に手間が掛からない。そのため、最近はレジャー施設にテニスコートを設置する際、ハードコートを採用する場合が最も多くなっている。

## クレーコート（土系）

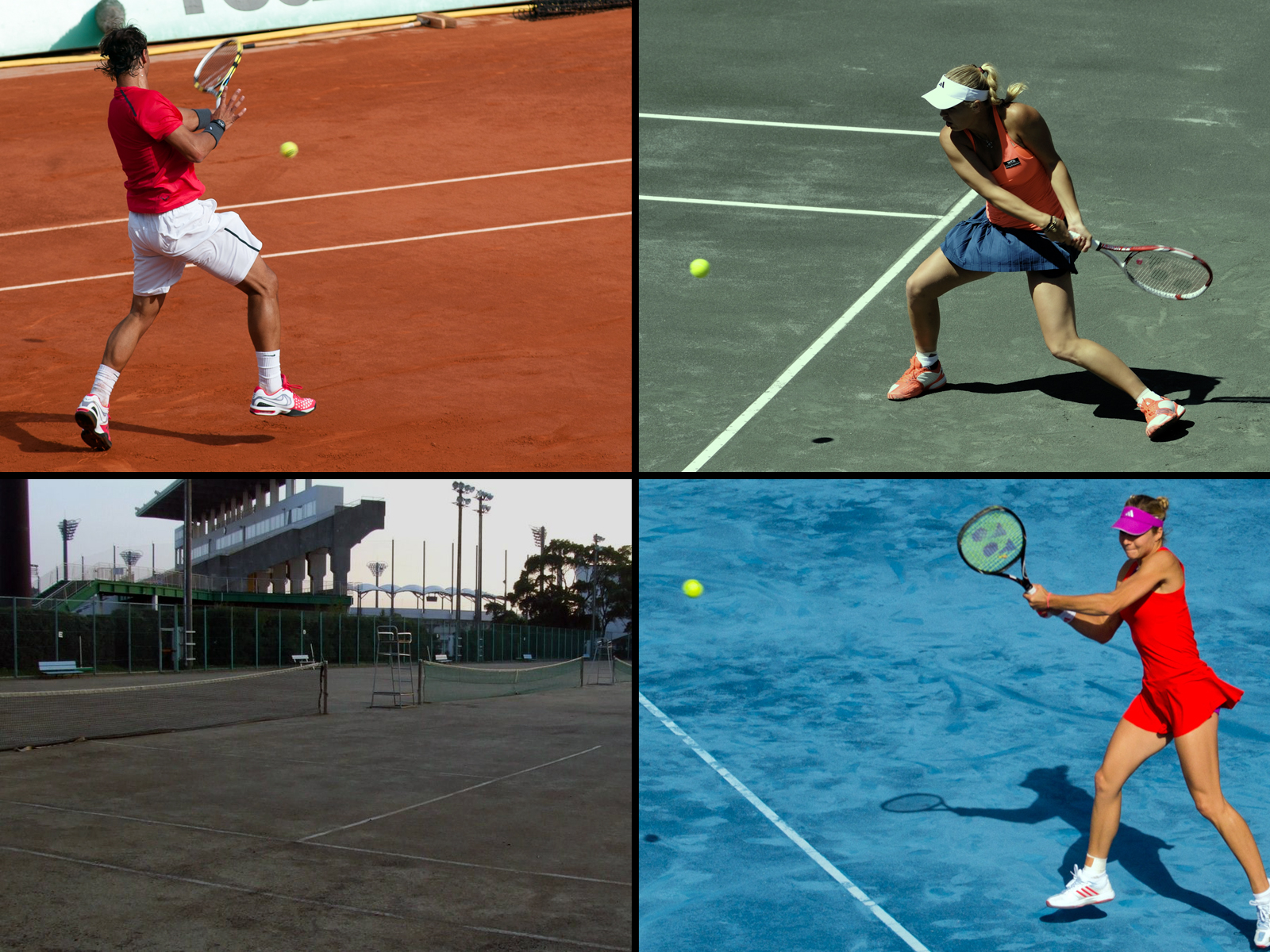
左上：全仏オープン
右上：チャールストン・オープン
右下：2012年マドリード・オープン
左下：市原市臨海第1庭球場

土質材料を固めた地面に砂を撒いた表面のことである。
主なクレーコートにはレッドクレー（アンツーカー）とグリーンクレーがあるが、ハードコートへの移行が進んだアメリカに多いグリーンクレーは、主要大会ではほとんど見られなくなった。
レッドクレーは煉瓦を砕いたものが一般的だったが、赤土に薬品を添加したものを焼成した多孔質焼成土に置き換わっている。ヨーロッパやラテンアメリカに多く見られ、四大大会では全仏オープンが採用している。グリーンクレーは変玄武岩を砕いたものが一般的だが、他の素材から成るものもある。アメリカやカナダに多く見られ、ブランドは" Har-Tru "がよく知られている。日本では緑色スクリーニングスとも呼ばれる。四大大会では全米オープンが1975年から1977年にかけて採用していた。チャールストン・オープン（WTA500）が採用している。変わり種としては、マドリード・オープンが2012年にレッドクレーから酸化鉄を除去して青色に染色した「ブルークレー」を採用したが、選手から滑りやすいと批判を受け、翌年からレッドクレーに戻している。コパ・セビリア（en:Copa Sevilla、ATPチャレンジャーツアー）は" Albero "と呼ばれる堆積岩を砕いた「イエロークレー」で知られる。全米男子クレーコート選手権（ATP250）が採用する" Har-Tru "社製の「アメリカンレッドクレー」は、一般的なレッドクレーの色よりも暗い赤色（バーガンディ）になっている。
日本のクレーコートには学校の校庭でよく見られる粘土質の地面に真砂土や荒木田土（関東特有）を撒いたものがあり、かつて全日本テニス選手権の会場だった田園テニス倶楽部は荒木田土を採用している。レッドクレーとグリーンクレーでは、かつて全日本テニス選手権の会場だった靱庭球場をはじめレッドクレーが多いが、グリーンクレーも少なからず存在する。
クレーコートは足が滑りやすく、特有のフットワーク技術を要求される。また、一般的にはロングラリー戦になりやすいため総じてグラウンド・ストロークとフットワークが得意な競技者に最適なコートの表面とされる。プロ選手で例を挙げるとラファエル・ナダルがその代表格である。スペインなどのヨーロッパや南米にはクレー育ちのスペシャリストが多くいる。ランキング下位の選手が大活躍する番狂わせが多い。ハードコートに比べると球足が遅くなる一方、バウンドが高く弾む。それによりポジショニングが下がり目となるのでストロークやフットワーク優れるタイプが有利になる。ハードや芝に比べてショットが決まらないケースが増えてラリーが長くなり、より緻密な組み立てが必要になるうえ、他と比べて体力が必要となる。

## グラスコート（天然芝）

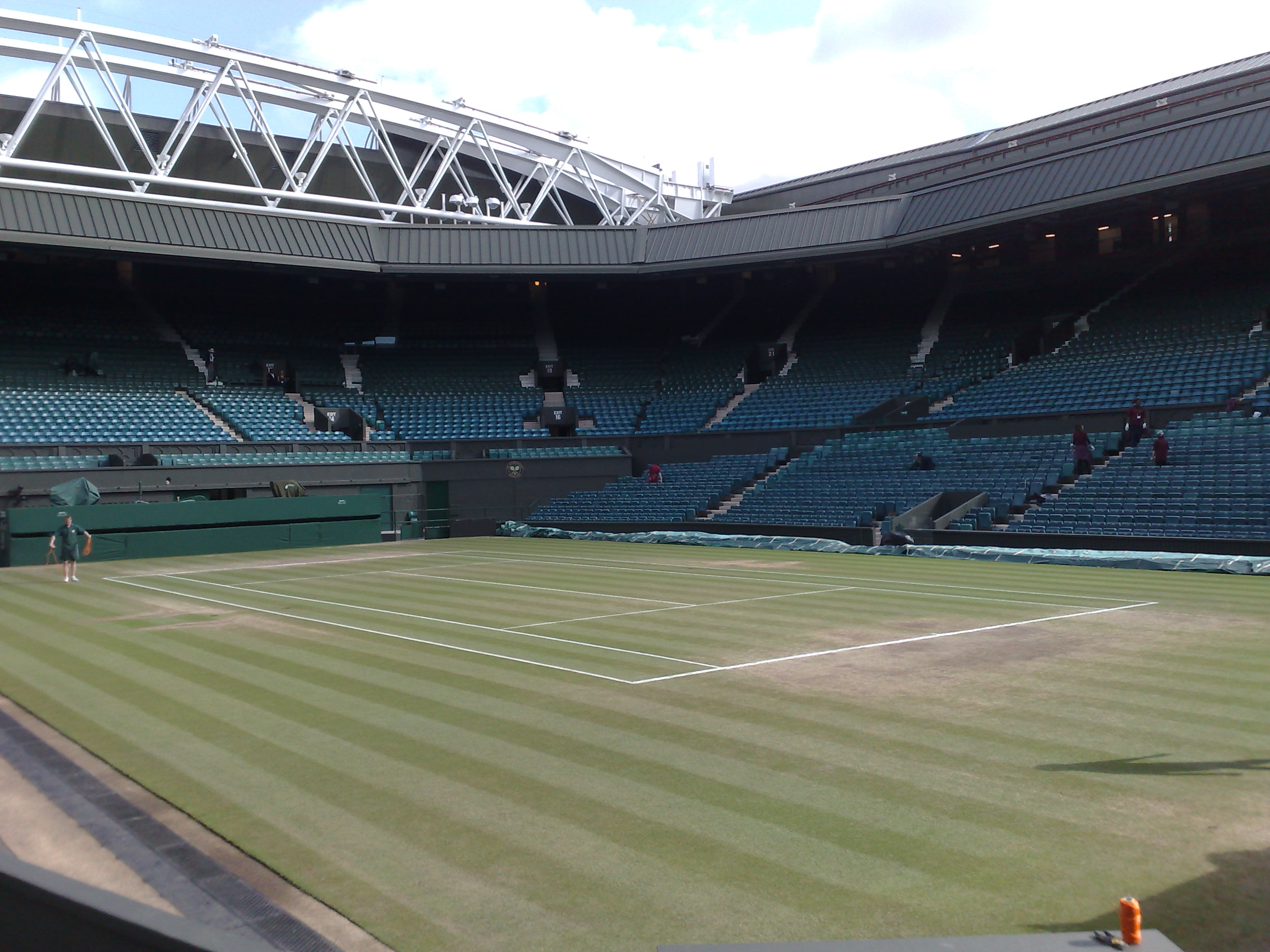
ウィンブルドンのセンターコート

芝（天然芝）のコート。テニスがローンテニス（英: lawn tennis）と呼ばれていたことからもわかるように、もともとテニスコートの表面は天然芝が多かった。しかし、イレギュラーバウンドが付き物である天然芝の競技場は、他の球技に増してバウンドに左右されるテニスでは敬遠され、他の表面より維持費がかかることもあって減少の一途を辿った。
四大大会では全米オープンが1974年まで、全豪オープンが1987年までそれぞれ採用していたが、1988年以降グラスコートで行われる大会はウィンブルドン選手権のみとなっている。他にグラスコートで行われる大会は、ATPツアー・WTAツアーともカテゴリー250以上の大会では、ウィンブルドン選手権前の3週と後の1週に行われる7大会（後の1週に行われるホール・オブ・フェーム・オープンはATPツアーのみで、WTAツアーは6大会）しかない。世界的にグラスコートが少なく練習もできないので、実戦の経験が重要となる。最も有名なグラスコートは、ウィンブルドン選手権の会場となるオールイングランド・ローンテニス・アンド・クローケー・クラブのセンターコートである。日本国内ではグラスコート佐賀テニスクラブで採用されており、かつては「ウィンブルドン九州」という名称だった。
グラスコートは最も速いコートであり、弾道が低くなる。イレギュラーバウンドが発生するため、どちらかというとサーブ・アンド・ボレーのプレースタイルに有利である。ボールのバウンドが低くて滑るので、攻撃的なテニスが有利となる。ストロークが得意な選手が落ち着いてプレーできず、ビッグサーブを持つ選手が番狂わせを起こすことも多い。グラスコートを最も得意とした選手は、ジョン・マッケンローやマルチナ・ナブラチロワ、ピート・サンプラス、ロジャー・フェデラー、ビーナス・ウィリアムズなどが知られている。

## 屋内コート

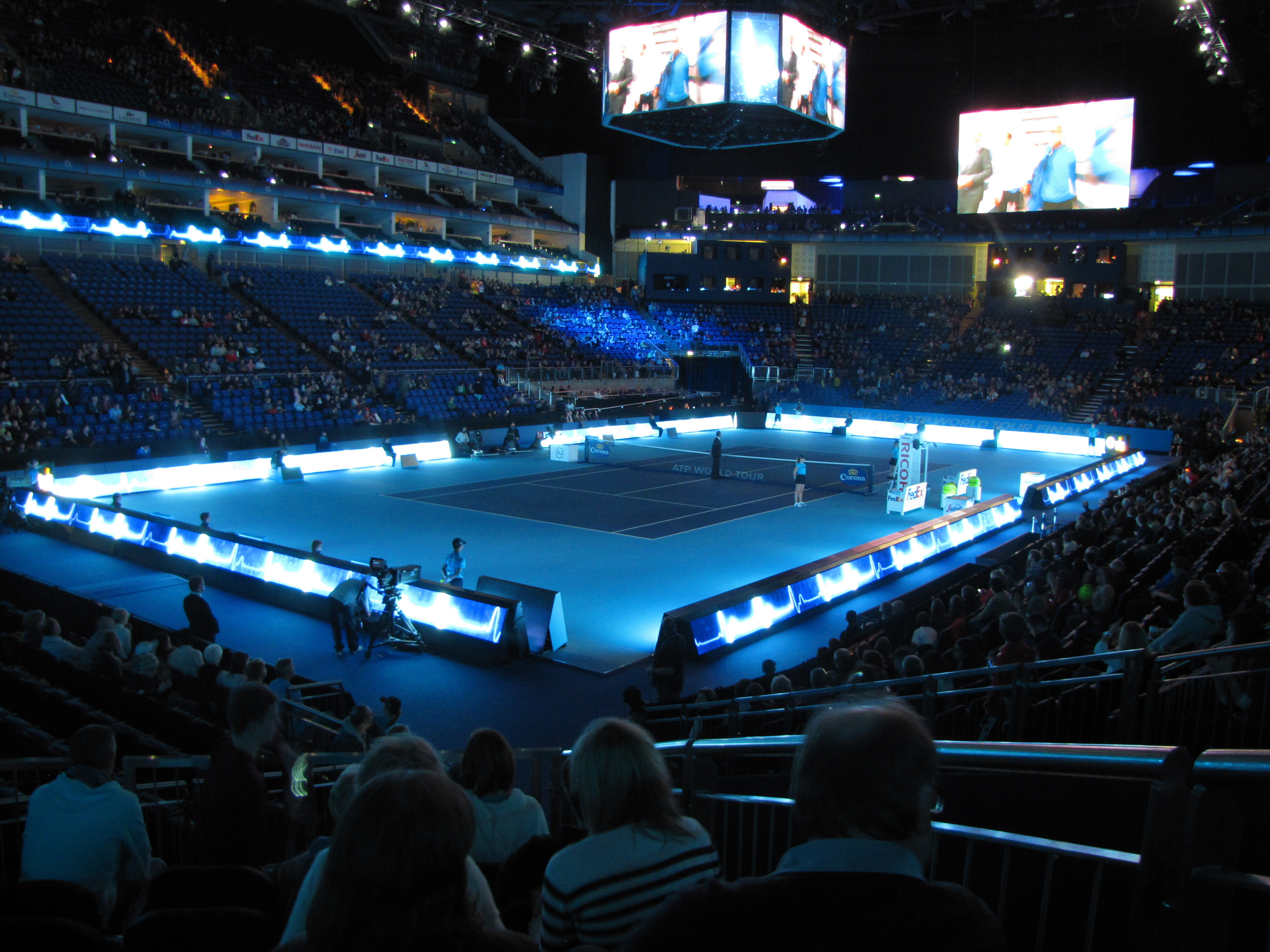
O2アリーナで開催されるATPワールドツアー・ファイナル

木材、セメント、カーペット、人工芝などの床面を持った屋内のコート。ソフトテニスの代表的なインドア大会であるSHOWACUP東京インドア全日本ソフトテニス大会（東京インドア）、全日本インドア選手権大会はフローリング、つまり木材による表面処理で開催されている。硬式テニスの「東レ パン・パシフィック・オープン・テニストーナメント」はかつて東レ製の人工芝を採用しており、東京インドアと東レはともに東京体育館で開催されていた（東レは2008年より有明にて開催）。このようにソフトテニスでは木材質が、硬式ではカーペットが敷かれることが多い。木材質ではソフトテニスではハードコートと同様にバウンドが止まるが、硬式テニスでは滑るようになり、おそらく芝を超えて最速のサーフェースになる。ウィンブルドン対策にこの板張コートで練習するプロがかつていたことは、あまり知られていない。
テニス・シーズンでは、1月の全豪オープンは南半球のオーストラリアのハードコートで行われるが、それが終了すると北半球に移り、2月は世界各地の室内コートに戦いの場が移る。島津全日本室内テニス選手権大会は3月に開催され、それから9月に4大大会年間最終戦の全米オープンを終えた後、寒くなる10月から年間ツアー最終戦までは屋内コートで一連の試合が行われる。ソフトテニスにおいても、11月の日本リーグからがインドアシーズンで4月の全日本女子選抜が最終戦である。ソフトテニスにおけるおもなインドア大会には日本リーグ、全日本学生インドア、YONEXCUP国際札幌大会（HTB杯国際札幌インドア）、全日本社会人・学生対抗インドアソフトテニス大会、SHOWACUP東京インドア全日本ソフトテニス大会、全国招待宮崎正月インドア（宮崎インドア）、全日本インドア選手権大会、国際ソフトテニス熊本大会（かつての全日本選抜ソフトテニス熊本大会、通称「熊本インドア」）、全日本女子選抜ソフトテニス大会（以上開催順）などがある。そのなかでも最もビッグで権威のあるのが、2月の第1週に大阪市中央体育館で開催される全日本インドア選手権大会である（その数週間前に開催されるSHOWACUP東京インドア全日本ソフトテニス大会の通称「東京インドア」に対して、「大阪インドア」とも呼ばれる）。

## 砂入り人工芝コート
オーストラリアで誕生し日本で広く普及したコート。オーストラリアでは同国テニス協会の指導もあり2000年代以降その数を減らしたが、日本では1990年代に急速に普及し、公営コートのほとんどが砂入り人工芝となった。日本以外ではかなり稀な表面処理である。住友ゴム工業/住友ゴム産業のオムニ・コートの他に、東亜道路のスパックサンド、三菱化成のダイヤアリーナ、東京ウエルネスのカルナ21、大嘉産業のバイオターフ、積水樹脂のサンドグラスなどがある。人工芝に砂をまき、適度に摩擦を軽減している。
全天候型（多少雨が降ってもプレイできる）のテニスコートというのが売りであり、球足は硬式テニスではハードより遅く弾まない。ソフトテニスではクレーより遅く、弾道は少々低め。天候に左右されないという点において他の表面処理を圧倒しており、真の意味での全天候型コートといえる。雨の多い日本において、頭痛の種だった大会運営の負担が飛躍的に軽減された。また、硬式テニスとソフトテニスの共存が日本のテニスにおける特異な事情だが、その妥協点としての存在でもある（硬式プレーヤーはハードを好み、ソフトテニスプレーヤーはクレーを好む傾向にあり、しばしば対立する）。ただし、ソフトテニス専用のクレーコート・砂入り人工芝コートも存在する。また従来より、使用済みの砂入り人工芝は産業廃棄物となり環境問題の一つとなっていた。しかし近年では、使用済み砂入り人工芝をフルリサイクルする業者（東京ウエルネス など）も現れた。ただやはり砂入り人工芝だけで育った選手は世界で中々通用せず、硬式テニスのジュニア育成に力を注いでいる組織は、世界で戦うジュニアを育てるために環境面からもジュニアの底上げを図っている。実際、テニスの名門であり数多のプロが輩出した湘南工科大学附属高等学校や柳川高等学校、園田学園中学校・高等学校、慶應義塾大学、早稲田大学、亜細亜大学、荏原湘南スポーツセンター、桜田倶楽部のテニスコートの約8割はハードコートであり、さらに1割強がクレーコートで、砂入り人工芝コートの割合は残る1割未満を構成するのみである。